# Годсон (гора)
Гора Годсон (англ. Mount Hodson) — покритий льодом стратовулкан і найвища точка острова Високий, Південні Сандвічеві острови. Можливо, вулкан вивергався у 1830 і 1930 роках, на його вершині зазвичай йде пара. Названий на честь сера Арнольда Вінгольта Годсона (1881—1944), губернатора Фолклендських островів і залежних територій, 1926–30.